# János Németh
János Németh (Boedapest, 12 juni 1906 - Madrid, 5 maart 1988) was een Hongaars waterpolospeler.
János Németh nam als waterpoloër succesvol deel aan de Olympische Spelen van 1932 en 1936. In 1932 speelde hij alle drie de wedstrijden, en veroverde een gouden medaille. In 1936 speelde hij alle zeven wedstrijden, en veroverde wederom een gouden medaille.
In 1969 werd hij opgenomen in de International Swimming Hall of Fame.
Hij speelde voor de club Újpesti TE.
István Barta · 
György Bródy · 
Sándor Ivády · 
Olivér Halassy · 
Márton Homonnai · 
Alajos Keserű · 
Ferenc Keserű · 
János Németh · 
Miklós Sárkány · 
József Vértesy
Jenő Brandi · 
Mihály Bozsi · 
György Bródy · 
Olivér Halassy · 
Kálmán Hazai · 
Márton Homonnai · 
György Kutasi · 
István Molnár · 
János Németh · 
Miklós Sárkány · 
Sándor Tarics